# David di Donatello per il miglior film dell'Unione europea
Il David di Donatello per il miglior film dell'Unione Europea è un premio cinematografico assegnato annualmente nell'ambito dei David di Donatello, a partire dall'edizione del 2004 fino a quella del 2018, poiché il premio viene incorporato nel David di Donatello per il miglior film straniero.

## Vincitori e candidati
I vincitori sono indicati in grassetto.

### Anni 2004-2009
- 2004
  - Dogville (Dogville), regia di Lars von Trier (ex aequo)
  - Rosenstrasse (Rosenstraße), regia di Margarethe von Trotta (ex aequo)
  - Good Bye, Lenin!, regia di Wolfgang Becker
  - I lunedì al sole (Los lunes al sol), regia di Fernando León de Aranoa
  - La ragazza con l'orecchino di perla (Girl with a Pearl Earring), regia di Peter Webber
- 2005
  - Mare dentro (Mar adentro), regia di Alejandro Amenábar
  - Les choristes - I ragazzi del coro (Les choristes), regia di Christophe Barratier
  - Il mercante di Venezia (The Merchant of Venice), regia di Michael Radford
  - Il segreto di Vera Drake (Vera Drake), regia di Mike Leigh
  - La sposa turca (Gegen die Wand), regia di Fatih Akın
- 2006
  - Match Point (Match Point), regia di Woody Allen
  - L'Enfant - Una storia d'amore (L'Enfant), regia di Jean-Pierre e Luc Dardenne
  - Lady Henderson presenta (Mrs. Henderson Presents), regia di Stephen Frears
  - La marcia dei pinguini (La marche de l'empereur), regia di Luc Jacquet
  - Niente da nascondere (Caché), regia di Michael Haneke
- 2007
  - Le vite degli altri (Das Leben der Anderen), regia di Florian Henckel von Donnersmarck
  - Diario di uno scandalo (Notes on a Scandal), regia di Richard Eyre
  - Il mio migliore amico (Mon meilleur ami), regia di Patrice Leconte
  - The Queen - La regina (The Queen), regia di Stephen Frears
  - Volver (Volver), regia di Pedro Almodóvar
- 2008
  - Irina Palm - Il talento di una donna inglese (Irina Palm), regia di Sam Garbarski
  - 4 mesi, 3 settimane e 2 giorni (4 luni, 3 săptămâni şi 2 zile), regia di Cristian Mungiu
  - Cous cous (La Graine et le Mulet), regia di Abdellatif Kechiche
  - Elizabeth: The Golden Age (Elizabeth: The Golden Age), regia di Shekhar Kapur
  - Lo scafandro e la farfalla (Le scaphandre et le papillon), regia di Julian Schnabel
- 2009
  - The Millionaire (Slumdog Millionaire), regia di Danny Boyle
  - La classe - Entre les murs (Entre les murs), regia di Laurent Cantet
  - Il giardino di limoni (Etz Limon), regia di Eran Riklis
  - The Reader - A voce alta (The Reader), regia di Stephen Daldry
  - Valzer con Bashir (Waltz with Bashir), regia di Ari Folman

### Anni 2010-2018
- 2010
  - Il concerto (Le concert), regia di Radu Mihăileanu
  - Il nastro bianco (Das weiße Band), regia di Michael Haneke
  - Il profeta (Un prophète), regia di Jacques Audiard
  - Soul Kitchen, regia di Fatih Akın
  - Welcome, regia di Philippe Lioret
- 2011
  - Il discorso del re (The King's Speech), regia di Tom Hooper
  - Another Year, regia di Mike Leigh
  - Il segreto dei suoi occhi (El secreto de sus ojos), regia di Juan José Campanella
  - In un mondo migliore (Hævnen), regia di Susanne Bier
  - Uomini di Dio (Des hommes et des dieux), regia di Xavier Beauvois
- 2012
  - Quasi amici - Intouchables (Intouchables), regia di Olivier Nakache e Éric Toledano
  - Carnage, regia di Roman Polański
  - Melancholia, regia di Lars von Trier
  - Miracolo a Le Havre (Le Havre), regia di Aki Kaurismäki
  - The Artist, regia di Michel Hazanavicius
- 2013
  - Amour, regia di Michael Haneke
  - Skyfall, regia di Sam Mendes
  - Anna Karenina, regia di Joe Wright
  - Quartet, regia di Dustin Hoffman
  - Un sapore di ruggine e ossa (De rouille et d'os), regia di Jacques Audiard
- 2014
  - Philomena, regia di Stephen Frears
  - Ida, regia di Paweł Pawlikowski
  - La vita di Adele (La Vie d'Adèle - Chapitres 1 & 2), regia di Abdellatif Kechiche
  - Still Life, regia di Uberto Pasolini
  - Venere in pelliccia (La Vénus à la fourrure), regia di Roman Polański
- 2015
  - La teoria del tutto (The Theory of Everything), regia di James Marsh
  - Alabama Monroe - Una storia d'amore (The Broken Circle Breakdown), regia di Felix van Groeningen
  - Locke, regia di Steven Knight
  - Pride, regia di Matthew Warchus
  - Storie pazzesche (Relatos salvajes), regia di Damián Szifrón
- 2016
  - Il figlio di Saul (Saul fia), regia di László Nemes
  - 45 anni (45 Years), regia di Andrew Haigh
  - Dio esiste e vive a Bruxelles (Le tout nouveau testament), regia di Jaco Van Dormael
  - Perfect Day, regia di Fernando León de Aranoa
  - The Danish Girl, regia di Tom Hooper
- 2017
  - Io, Daniel Blake (I, Daniel Blake), regia di Ken Loach
  - Florence (Florence Foster Jenkins), regia di Stephen Frears
  - Julieta, regia di Pedro Almodóvar
  - Sing Street, regia di John Carney
  - Truman - Un vero amico è per sempre (Truman), regia di Cesc Gay
- 2018
  - The Square, regia di Ruben Östlund
  - 120 battiti al minuto (120 battements par minute), regia di Robin Campillo
  - Borg McEnroe, regia di Janus Metz
  - Elle, regia di Paul Verhoeven
  - Loving Vincent, regia di Dorota Kobiela e Hugh Welchman